# 伊尔斯霍芬
伊尔斯霍芬（德語：Ilshofen，發音：[ɪlsˈhoːfn̩] ⓘ）是德国巴登-符腾堡州斯图加特行政区施瓦本哈尔县的城市，面积54.87平方千米，2023年12月31日人口为7,115人。

## 纹章
伊尔斯霍芬的纹章是左手执天平，右手持剑的正义女神。